# Reflection (chanson)
Pour l’article homonyme, voir Reflection.
Chansons représentant l'Autriche au Concours Eurovision de la chanson
One Step
(1997) All to You
(2000)
Reflection est la chanson représentant l'Autriche au Concours Eurovision de la chanson 1999. Elle est interprétée par Bobbie Singer.
Il s'agit de la deuxième chanson en anglais pour l'Autriche après My Little World en 1976.
La chanson est la huitième chanson de la soirée, suivant When You Need Me interprétée par The Mullans pour l'Irlande et précédant Yom Huledet interprétée par Eden pour Israël.
À la fin des votes, elle obtient 65 points et prend la dixième place sur vingt-trois participants.

## Source de la traduction
- Ressource relative à la musique :   - MusicBrainz (œuvres)

- (en) Cet article est partiellement ou en totalité issu de l’article de Wikipédia en anglais intitulé « Reflection (Bobbie Singer song) » (voir la liste des auteurs).